# Александрос Гунас
Александрос Гунас (3 жовтня 1989) — грецький ватерполіст.
Учасник Олімпійських Ігор 2016 року.
Призер Чемпіонату світу з водних видів спорту 2015 року.